# Bernard Le Coq
Bernard Le Coq, a volte scritto Lecoq (Le Blanc, 25 settembre 1950), è un attore francese, vincitore nel 2003 del Premio César per il migliore attore non protagonista.

## Biografia
Di estrazione popolare, debutta adolescente in una pellicola cinematografica, interpretando numerosi personaggi dalla metà degli anni sessanta alla fine degli anni settanta. Dagli anni ottanta affianca la sua attività attoriale con la televisione e il teatro.

## Filmografia

### Cinema
- Le grandi vacanze (Les Grandes Vacances), regia di Jean Girault (1967)
- È simpatico, ma gli romperei il muso (César et Rosalie), regia di Claude Sautet (1972)
- La divorziata (Les feux de la chandeleur), regia di Serge Korber (1972)
- La mia legge (Les granges brûlées), regia di Jean Chapot (1973)
- Il matrimonio (Mariage), regia di Claude Lelouch (1974)
- Histoire d'amour (Le toubib), regia di Pierre Granier-Deferre (1979)
- A noi due (À nous deux), regia di Claude Lelouch (1979)
- Tre uomini da abbattere (Trois hommes à abattre), regia di Jacques Deray (1980)
- Van Gogh, regia di Maurice Pialat (1991)
- Amok, regia di Joël Farges (1993)
- Elles ne pensent qu'à ça..., regia di Charlotte Dubreuil (1994)
- Storie di spie (Les Patriotes), regia di Éric Rochant (1994)
- Mon homme, regia di Bertrand Blier (1996)
- Capitan Conan (Capitaine Conan), regia di Bertrand Tavernier (1996)
- L'École de la chair, regia di Benoît Jacquot (1998)
- Il ricordo di belle cose (Se souvenir des belles choses), regia di Zabou Breitman (2002)
- Au plus près du paradis, regia di Tonie Marshall (2002)
- Il fiore del male (La fleur du mal), regia di Claude Chabrol (2003)
- La damigella d'onore (La Demoiselle d'honneur), regia di Claude Chabrol (2004)
- Niente da nascondere (Caché), regia di Michael Haneke (2005)
- La boîte noire, regia di Richard Berry (2005)
- Joyeux Noël - Una verità dimenticata dalla storia (Joyeux Noël), regia di Christian Carion (2005)
- La conquête, regia di Xavier Durringer (2011)
- Monsieur Papa, regia di Kad Merad (2011)
- Le Capital, regia di Costa-Gavras (2012)

### Televisione
- Gloria (2021)

## Doppiatori italiani
- Luca Biagini in Capitan Conan
- Massimo Corvo in Il fiore del male
- Giorgio Lopez in La damigella d'onore
- Massimo Rinaldi in Niente da nascondere
- Saverio Moriones in Joyeux Noël - Una verità dimenticata dalla storia

## Riconoscimenti
- Premio César
  - 1992 – Candidatura a migliore attore non protagonista per Van Gogh
  - 2003 – Migliore attore non protagonista per Il ricordo di belle cose (Se souvenir des belles choses)
  - 2012 – Candidatura a migliore attore non protagonista per La conquête